# Jazz Standard

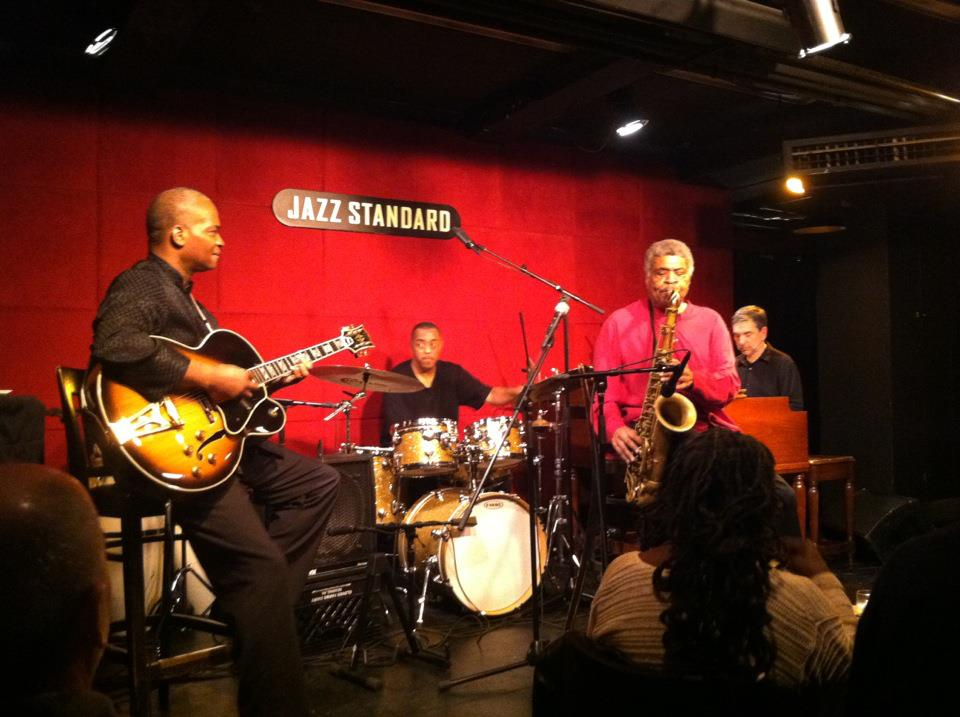
Das Quartett von George Coleman auf der Bühne des Jazz Standard (2012)

Das Jazz Standard ist ein Jazzclub in New York City, der von 1997 bis 2020 bestand. Er war lange Jahre ein beständiger New Yorker Veranstaltungsort für Musiker und Fans.
Die Veranstaltungsstätte mit 130 Sitzplätzen befand sich im Rose Hill Viertel im Untergeschoss des Restaurants Blue Smoke in der 116 East 27th Street zwischen Park Avenue und Lexington Avenue. In dem Club entstanden Live-Mitschnitte u. a. von Gary Bartz, Maria Schneider, Dave Douglas, Bill Mays, Wolfgang Muthspiel mit Mick Goodrick, Fred Hersch und Roger Kellaway. Drei Tribut-Bands – Mingus Dynasty, die Mingus Big Band und das Mingus Orchestra mit Wayne Escoffery, Alex Foster, Frank Lacy und John Clark – spielen die Musik von Charles Mingus an den Mingus Mondays. Der Mitschnitt eines Konzerts der Mingus Big Band wurde 2011 mit einem Grammy ausgezeichnet.
An Sonntagnachmittagen bot der Club ein Jazz for Kids Programm an. Christiane Bird zählte ihn in Da Capo jazz and blues lover’s guide to the U.S. zu den bedeutendsten Jazzclubs der Stadt; er sei „one of the most enjoyable of the newer upscale clubs.“
Anfang Dezember 2020 schloss der Jazz Standard seine Türen; es ist der erste große Jazzclub der Stadt, der aufgrund der COVID-19-Pandemie in New York City dauerhaft geschlossen wurde.

## Diskographische Hinweise

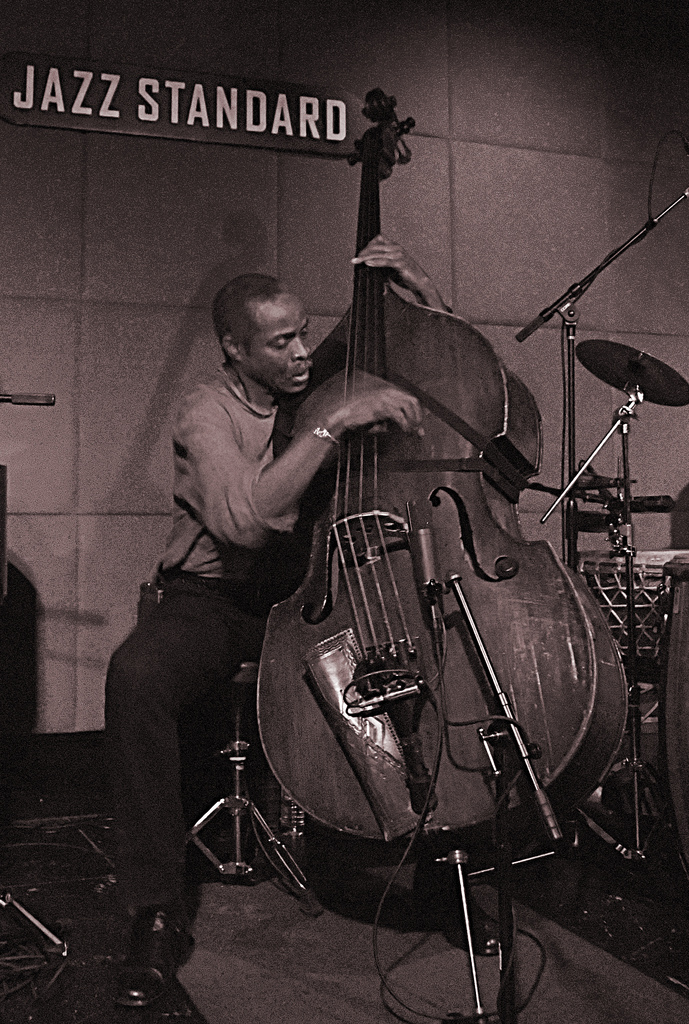
Der Bassist Alex Blake bei einem Auftritt im Jazz Standard 2007

- 1998: Gary Bartz – Live @ the Jazz Standard, Vol. 1: Soulstice (OYO)
- 2000: André Previn/David Finck - Live at Jazz Standard (Decca)
- 2000: Maria Schneider Orchestra – Days Of Wine And Roses - Live At Jazz Standard (ArtistShare)
- 2003: René Marie - Live at Jazz Standard (Maxjazz)
- 2004: Bill Mays - Live at Jazz Standard (Palmetto)
- 2004: Lonnie Plaxico - Live at Jazz Standard (441 Records)
- 2006//07: Russell Malone − Live at Jazz Standard Vols. 1 & 2 (Maxjazz)
- 2007: Dave Douglas Quintet – Live at The Jazz Standard (Koch)
- 2007: Dena DeRose – Live at Jazz Standard, Vol. 1 (Maxjazz)
- 2008: Roger Kellaway – Live at the Jazz Standard (IPO)
- 2009: Fred Hersch – Live at Jazz Standard (Sunnyside)
- 2009: Dafnis Prieto – Si o Si Quartet Live at Jazz Standard NYC (Dafnison Music)
- 2010: Wolfgang Muthspiel & Mick Goodrick – Live at The Jazz Standard (Material)
- 2010: Marian Petrescu Quartet with Andreas Öberg: – Thrivin’ – Live at the Jazz Standard (Resonance)
- 2010: Mingus Big Band Live at Jazz Standard
- 2010: SFJazz Collective: Live in New York 2011 - Season 8 (SFJazz)
- 2011: Azar Lawrence: The Seeker (Sunnyside)
- 2014: Ryan Truesdell: Lines of Color: Ryan Truesdell Presents Gil Evans Project: Live at Jazz Standard (ArtistsShare)
- 2015: Dave Douglas: Brazen Heart – Live at Jazz Standard - Sunday (Greenleaf)
- 2017: Dr. Lonnie Smith: All in My Mind (Blue Note)
- 2017: Jakob Bro Trio: Bay of Rainbows (ÉCM)
- 2019: Colin Stranahan / Glenn Zaleski / Rick Rosato: Live at Jazz Standard (Capri)